# Erannis bistrigaria
Erannis bistrigaria là một loài bướm đêm trong họ Geometridae.